# Blanzy
 Blanzy  es una comuna y población de Francia, en la región de Borgoña, departamento de Saona y Loira, en el distrito de Autun y cantón de Montcenis. Es la mayor población del cantón.
Su población en el censo de 1999 era de 7.070 habitantes. Forma parte de la aglomeración urbana de Montceau-les-Mines.
Está integrada en la Communauté urbaine Le Creusot-Montceau-les-Mines .

## Demografía
| 4555 | 4470 | 4975 | 6739 | 7642 | 7070 |
| Para los censos de 1962 a 1999 la población legal corresponde a la población sin duplicidades (Fuente: INSEE [Consultar]) |      |      |      |      |      |